# پنجاه و سومین دوره جوایز بفتا
پنجاه و سومین دورهٔ جوایز بفتا در ۹ آوریل ۲۰۰۰ میلادی در لندن بریتانیا برگزار شد . زیبایی آمریکایی توانست بهترین فیلم سال شود.

## نامزدی‌ها و جوایز
| بهترین فیلم | بهترین کارگردانی |
| --- | --- |

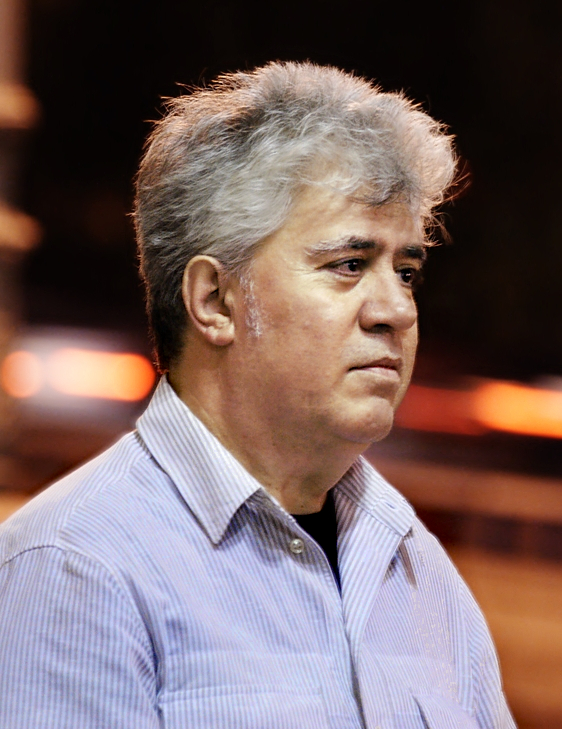
پدرو آلمودوار، برنده بهترین کارگردانی

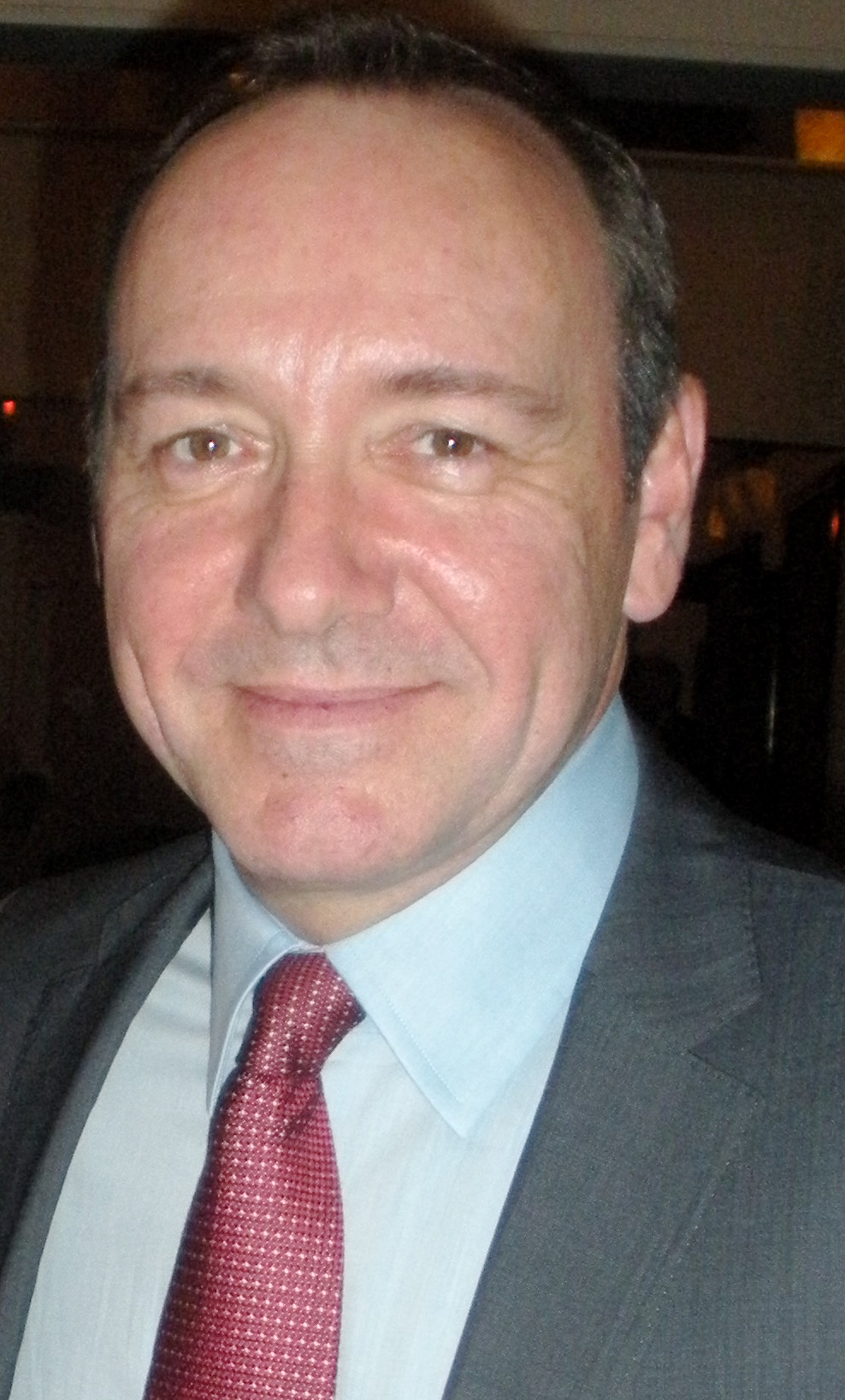
کوین اسپیسی، برنده بهترین بازیگر نقش اول مرد

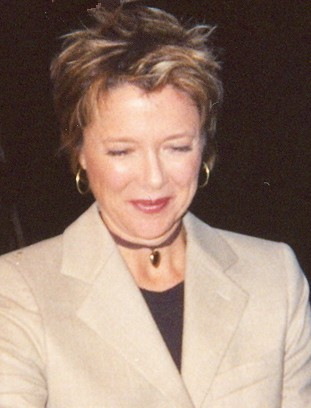
آنت بنینگ، برنده بهترین بازیگر نقش اول زن

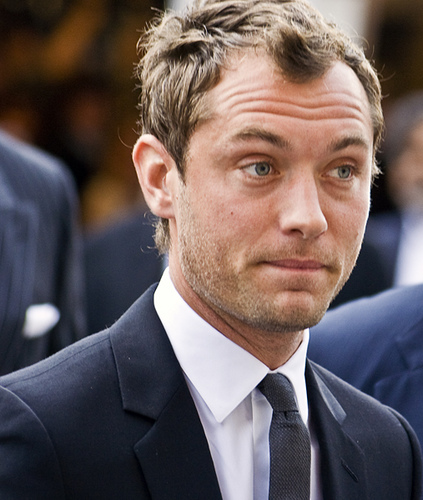
جود لا، برنده بهترین بازیگر نقش مکمل مرد

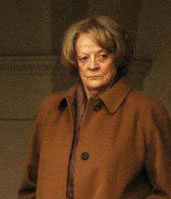
مگی اسمیت، برنده بهترین بازیگر نقش مکمل زن

| زیبایی آمریکایی - شرق شرق است - پایان رابطه - حس ششم - آقای ریپلی بااستعداد | پدرو آلمودوار برای کارگردانی فیلم همه چیز درباره مادرم - نیل جوردن برای کارگردانی فیلم پایان رابطه - سام مندس برای کارگردانی فیلم زیبایی آمریکایی - آنتونی مینگلا برای کارگردانی فیلم آقای ریپلی بااستعداد - ام. نایت شیامالان برای کارگردانی فیلم حس ششم |
| بهترین بازیگر نقش اول مرد | بهترین بازیگر نقش اول زن |
| کوین اسپیسی برای فیلم زیبایی آمریکایی - جیم برودبنت برای فیلم وارونه - راسل کرو برای فیلم نفوذی - رالف فاینس برای فیلم پایان رابطه - اوم پوری برای فیلم شرق شرق است                 | آنت بنینگ برای فیلم زیبایی آمریکایی - لیندا باست برای فیلم شرق شرق است - جولیان مور برای فیلم پایان رابطه - امیلی واتسون برای فیلم خاکسترهای آنجلا |
| بهترین بازیگر نقش مکمل مرد | بهترین بازیگر نقش مکمل زن |
| جود لا برای فیلم آقای ریپلی بااستعداد - وس بنتلی برای فیلم زیبایی آمریکایی - مایکل کین برای فیلم قوانین خانه سایدر - ریس آیفنز برای فیلم ناتینگ هیل - تیموتی اسپال برای فیلم وارونه | مگی اسمیت برای فیلم چای با موسولینی - تورا بیرچ برای فیلم زیبایی آمریکایی - کیت بلانشت برای فیلم آقای ریپلی بااستعداد - کامرون دیاز برای فیلم جان مالکوویچ بودن - منا سوواری برای فیلم زیبایی آمریکایی                                                    |
| فیلم‌نامه اوریجینال | فیلم‌نامه اقتباسی |
| جان مالکوویچ بودن - چارلی کافمن - زیبایی آمریکایی - آلن بال - حس ششم - ام. نایت شیامالان - همه چیز درباره مادرم - پدرو آلمودوار - وارونه - مایک لی                                  | پایان رابطه - نیل جوردن - شرق شرق است - ایوب‌خان دین - شوهر ایده‌آل - الیور پارکر - آقای ریپلی بااستعداد - آنتونی مینگلا |
| بهترین فیلمبرداری | طراحی لباس |
| زیبایی آمریکایی - خاکسترهای آنجلا - پایان رابطه - ماتریکس - آقای ریپلی بااستعداد | اسلیپی هالو - پایان رابطه - شوهر ایده‌آل - چای با موسولینی |
| بهترین تدوین فیلم | بهترین گریم و آرایش مو |
| زیبایی آمریکایی - جان مالکوویچ بودن - ماتریکس - حس ششم | وارونه - زیبایی آمریکایی - پایان رابطه - شوهر ایده‌آل |
| بهترین طراحی تولید | بهترین صدا |
| اسلیپی هالو - زیبایی آمریکایی - خاکسترهای آنجلا - پایان رابطه - ماتریکس | ماتریکس - زیبایی آمریکایی - بوئنا ویستا سوشیال کلاب - جنگ ستارگان اپیزود اول: تهدید شبح |
| بهترین جلوه‌های ویژه تصویری | |
| ماتریکس - زندگی یک حشره - مومیایی - اسلیپی هالو - جنگ ستارگان اپیزود اول: تهدید شبح                                                                                                 | |

## بیشترین جوایز
- ۶ / ۱۴ زیبایی آمریکایی
- ۲ / ۳ اسلیپی هالو
- ۲ / ۳ همه چیز درباره مادرم
- ۲ / ۵ ماتریکس
- ۱ / ۲ چای با موسولینی
- ۱ / ۳ جان مالکوویچ بودن
- ۱ / ۵ شرق شرق است
- ۱ / ۵ وارونه
- ۱ / ۷ آقای ریپلی بااستعداد
- ۱ / ۱۰ پایان رابطه